# Бірмінгем (аеропорт)
Аеропорт Бірмінгем (англ. Birmingham Airport (IATA: BHX, ICAO: EGBB)) — міжнародний аеропорт, розташований за 13 км ESE від центру Бірмінгему.
Є хабом для:
- Flybe
- Jet2.com
- Ryanair
- TUI Airways

## Термінали
На кінець 2010-х в аеропорту Бірмінгема розташовані два термінали — термінал 1 та термінал 2. Між двома терміналами розташоване будівля Millennium Link, в якій розміщується кілька крамниць, ресторанів та сервісних стійок. У терміналах на першому поверсі розташовані райони безпеки, контрольно-пропускні пункти та велика торгівельна площа з крамницями, ресторанами і барами.
Термінал 1 був відкритий 3 квітня 1984 року, використовується для приватних та офіційних рейсів. З тих пір T1 розширювівся кілька разів, щоб врахувати збільшення як кількості пасажирів, так і руху літаків. Гейти 40-68.
Термінал 2 (також відомий як Eurohub) був відкритий в 1991 році. Європейські перевізники, включаючи Air France, bmi та KLM, перейшли з T1 на T2,  British Airways також перемістили свої європейські та внутрішні операції на T2, залишаючи переважно міжнародні рейси з BA та неєвропейських перевізників, що працюють з T1. Гейти 1-20
В 2000 році було збудовано Мілленіум-Лінк, що з'єднує термінали. У 2011 році сполучення між двома терміналами було покращено з централізованою зоною безпеки, яка була побудована над будівлею Millennium Link, за для відокремлення вітчизняних та європейських пасажирів від міжнародних пасажирів.

## Авіалінії та напрямки, травень 2022
| Авіакомпанія                    | Пункт призначення |
| ------------------------------- | --- |
| Aer Lingus                      | Белфаст-Сіті, Дублін |
| Air France                      | Париж–Шарль де Голль |
| Air India                       | Амрітсар, Делі |
| AnadoluJet                      | Сезонно: Анталія |
| Aurigny                         | Гернсі |
| BH Air                          | Сезонний: Бургас |
| Blue Air                        | Бухарест |
| Blue Islands                    | Джерсі |
| Brussels Airlines               | Брюссель |
| Corendon Airlines               | Анталія Сезонно: Даламан |
| easyJet                         | Амстердам, Белфаст, Единбург, Женева, Глазго Сезонно: Фару, Малага, Нант (з 27 червня 2022), Пальма-де-Мальорка |
| Emirates                        | Дубай |
| Eurowings                       | Дюссельдорф, Прага, Стокгольм-Арланда |
| Flybe                           | Абердин (з 18 серпня 2022), Амстердам (з 28 серпня 2022), Белфаст-Сіті, Единбург (з 28 липня 2022), Глазго (з 28 липня 2022) Сезонний: Авіньйон, Брест-Бретань (обидва з 9 липня 2022) |
| Jet2.com                        | Аліканте, Амстердам, Анталія, Афіни, Барселона, Будапешт, Фару, Фуертевентура, Мадейра, Гран-Канарія, Інсбрук, Краків, Лансароте, Малага, Пальма-де-Мальорка, Пафос, Прага, Рим-Ф'юмічіно, Тенерифе-Південний Сезонний: Альмерія, Бержерак, Бодрум, Бургас, Катанія (з 3 травня 2023),, Шамбері, Ханья, Корфу, Даламан, Дубровник, Женева, Жирона, Гренобль, Іракліон, Ібіца, Ізмір, Джерсі, Каламата, Кефалонія, Кос, Ларнака, Мальта, Менорка, Неаполь, Ольбія (з 23 травня 2023), Піза, Превеза, Реус, Рейк'явік, Родос, Зальцбург, Санторіні, Скіатос, Спліт, Салоніки, Турин, Верона, Відень, Закінф |
| KLM                             | Амстердам |
| Loganair                        | Абердин, Інвернесс, Острів Мен |
| Lufthansa                       | Франкфурт, Мюнхен |
| Pakistan International Airlines | Ісламабад |
| Ryanair                         | Аліканте, Барселона, Мілан-Бергамо, Бордо (з 3 червня 2022), Бухарест, Бидгощ, Корк, Дублін, Фару, Фуертевентура, Гданськ, Гран-Канарія, Нок, Краків, Лансароте, Мадрид, Малага, Мальта, Мурсія, Порту, Познань, Шаннон, Софія, Тенерифе-Південний, Верона, Вільнюс, Варшава–Модлін Сезонний: Корфу, Ібіца, Пальма-де-Мальорка, Перпіньян, Реус, Родос, Турин, Задар |
| Scandinavian Airlines           | Копенгаген |
| SunExpress                      | Анталія |
| Swiss International Air Lines   | Цюрих |
| TUI Airways                     | Агадір, Боа-Вішта, Канкун, Енфіда, Фуертевентура, Мадейра, Гран-Канарія, Хургада, Лансароте, Малага, Марракеш, Монтего-Бей, Сал, Шарм-ель-Шейх, Тенерфе-Південний, Верона Сезонний: Аліканте, Альмерія, Анталія, Барбадос, Бодрум, Бургас, Шамбері, Ханья, Корфу, Даламан, Дубровник, Фару, Жирона, Іракліон, Ібіца, Інсбрук, Ізмір, Кавала, Кефалонія, Кіттіля, Кос, Ларнака, Мельбурн-Орланда, Менорка, Неаполь, Пальма-де-Мальорка, Пафос, Пула, Пунта-Кана, Реус, Родос, Рованіемі, Зальцбург, Санторіні, Скіатос, Софія, Салоніки, Тулуза, Турин, Закінф                                             |
| Turkish Airlines                | Стамбул |
| Vueling                         | Барселона, Париж-Орлі |
| Wizz Air                        | Бухарест, Будапешт, Клуж, Крайова, Краків, Варшава-Шопен, Вроцлав |

## Наземний транспорт

### Залізничний
Станція Бірмінгем розташована на West Coast Main Line між Бірмінгемом та Лондоном, станцію обслуговують залізничні оператори West Midlands Trains, Avanti West Coast, Transport for Wales та CrossCountry. Сполучення між залізничним вокзалом та терміналом аеропорту здійснюється за допомогою безплатної лінії AirRail Link.

### Автомобільний
Аеропорт Бірмінгем знаходиться неподалік від перетину двох трас — А45 і М42.

### Автобусний
Кілька автобусних маршрутів обслуговує аеропорт Бірмінгем.
- № 900 до Бірмінгема і Ковентрі
- № 966 до Арлінгтона і Соліхалл
- № 97 курсує між аеропортом і центром міста цілодобово.

## Пасажирообіг
Див. джерело запитів Вікіданих та джерела.

## Статистика
| 1997                                | 6,025,485  | 79,880  |  |
| 1998                                | 6,709,086  | 88,332  |  |
| 1999                                | 7,013,913  | 98,749  |  |
| 2000                                | 7,596,893  | 108,972 |  |
| 2001                                | 7,808,562  | 111,008 |  |
| 2002                                | 8,027,730  | 112,284 |  |
| 2003                                | 9,079,172  | 116,040 |  |
| 2004                                | 8,862,388  | 109,202 |  |
| 2005                                | 9,381,425  | 112,963 |  |
| 2006                                | 9,147,384  | 108,658 |  |
| 2007                                | 9,226,340  | 114,679 |  |
| 2008                                | 9,627,589  | 112,227 |  |
| 2009                                | 9,102,899  | 101,221 |  |
| 2010                                | 8,572,398  | 95,454  |  |
| 2011                                | 8,616,296  | 93,145  |  |
| 2012                                | 8,922,539  | 92,632  |  |
| 2013                                | 9,120,201  | 95,713  |  |
| 2014                                | 9,705,955  | 97,346  |  |
| 2015                                | 10,187,122 | 98,015  |  |
| 2016                                | 11,645,334 | 113,184 |  |
| 2017                                | 12,983,436 | 122,067 |  |
| 2018                                | 12,419,527 | 104,492 |  |
| Source: UK Civil Aviation Authority |            |         |  |